# Pico da Terra Nova
O Pico da Terra Nova é uma elevação portuguesa localizada no concelho de Lajes das Flores, ilha das Flores, arquipélago dos Açores.
Este acidente geológico tem o seu ponto mais elevado a 581 metros de altitude acima do nível do mar. Nas emediações desta elevação encontra-se o Bureiro, a Rocha dos Bordões, o Miradouro do Bureiro, o Miradouro da Boca da Baleia e a Lagoa Rasa.